# Colihoho
Colihoho (Colihou) ist eine osttimoresische Aldeia im Suco Seloi Craic (Verwaltungsamt Aileu, Gemeinde Aileu). 2015 lebten in der Aldeia 284 Menschen.

## Geographie und Einrichtungen
Die Aldeia Colihoho liegt im Zentrum des Sucos Seloi Craic. Südlich befindet sich die Aldeia Lio, östlich die Aldeia Talifurleu und nördlich die Aldeia Fatumane. Im Südosten liegt jenseits des Lago Seloi (Seloi-See), eines temporären Sees, der in der Regenzeit entsteht, der Suco Seloi Malere. Im Nordwesten grenzt Colihoho an die Gemeinde Ermera mit ihrem Suco Samalete (Verwaltungsamt Railaco).
Das Dorf Siliboro liegt im Zentrum der Aldeia Colihoho. Durch die Siedlung führt eine Straße von Süd nach Nord. Etwas weiter befindet sich an der Grenze der Aldeia der Weiler Colihoho. Hier erreicht die Straße die Überlandstraße von Gleno nach Turiscai. An der Nordgrenze steht eine Sendeantenne der Timor Telecom.

## Politik
2023 wurde Marsal Mendonҫa zum Chefe de Aldeia gewählt.